# Celestijnenpriorij Heverlee
Het Celestijnenklooster (1525-1784) in de plaats Heverlee in de Belgische stad Leuven was een priorij van de kloosterorde van mannelijke celestijnen. Het was het enige celestijnenklooster in de Nederlanden. Sinds 2019 is het de campusbibliotheek van de KU Leuven campus Arenberg.

## Historiek

### Familie van Croÿ
In de jaren 1522-1525 liet Filips II van Croÿ, markies van Aarschot, het klooster der Celestijnen bouwen. Dit verrees naast zijn kasteel dat hij bezat in Heverlee. De beslissing voor dit klooster was evenwel genomen door zijn oom, Willem II van Croÿ. Deze Willem II was onder de indruk gekomen van de kloosterorde na zijn bezoek aan het Celestijnenklooster van Parijs, waar het graf van Lodewijk van Orléans stond. De dynastie van Croÿ voorzag in het klooster der Celestijnen in Heverlee als een memoriaal met familiegrafkelders.
In 1525 had het kloosterpand een voorlopig houten dak, doch voldoende voor huisvesting. De eerste Celestijnen trokken erin, acht priesters en vier lekenbroeders die uit het hertogdom Lotharingen kwamen. In 1540 was het klooster afgewerkt; het had bovendien een grote hoeve en een kloosterkerk gewijd aan Onze-Lieve-Vrouw Boodschap. Alle kloosters der Celestijnen hadden een kerk gewijd aan Onze-Lieve-Vrouw-Boodschap. De Celestijnen in Heverlee waren de eerste en enige Celestijnen in de Nederlanden. De priorij in Heverlee hing hiërarchisch af van de Franse provincie der Celestijnen. De prior van Heverlee werd benoemd door het kapittel van Franse Celestijnen voor een termijn van 3 jaar. De orde was bekend voor haar soberheid en ascese. Zo moesten ze ’s nachts 2 uur lang de metten bidden. Ze mochten geen vlees eten tenzij ze zwaar ziek waren. Verschillende dagen van het jaar mocht er geen melk of eieren op het menu staan. Op vele dagen in de vastenperiode kwamen er enkel water en brood op tafel.
Vanaf 1555 werkte de priorij samen met de oude universiteit Leuven, zoals ook andere mannelijke kloosters in de stad deden. Dit leverde hen fiscale voordelen op, alsook voordelen bij het beheer van kerkschatten en leerboeken. Doch de kloosterlingen moesten vluchten naar de veiligheid van de stad bij de beeldenstormers in 1566 en in 1583. Het klooster kende vernielingen.
Van soberheid kwam er niet veel in huis in Heverlee. De kloosterlingen hielden zich bezig met het verhandelen van kunst. Er kwamen klachten over het eten van vlees en over dronkenmanspraat in de kroegen van de stad Leuven. Karel III van Croÿ, de laatste telg van het huis Croÿ-Aarschot trok zich het lot van de Celestijnen aan, alsook de erbarmelijke staat van het geplunderde klooster. Hij bedacht verfraaiingen in het domein rond het klooster en het kasteel van Heverlee. Hij liet het landschap rond het kasteel van Heverlee afgraven, naar de Dijle toe. Zo kwam de Sint-Lambertuskapel op een kunstmatige heuvel te staan. Hij legde een dreef aan van duizend passen (mille passus) van het Celestijnenklooster naar de stad Leuven. De naam van de dreef vandaag is Kardinaal Mercierlaan, met gelijke naam Den Dreef van het voetbalstadion van Stade Leuven. Karel III droomde van een college met studenten naast het klooster doch dit kwam er nooit. Hij liet alvast restauraties uitvoeren aan het Celestijnenklooster. In 1602 stelde een pauselijke nuntius vast dat de tucht te wensen over liet in Heverlee. Karel III van Croÿ kon aan dit probleem weinig doen.

### Familie van Arenberg
Na zijn dood in 1612 kwam het kasteel van Heverlee in handen van de dynastie Arenberg. Deze familie had geen interesse meer in grafkelders bij de Celestijnen. Andermaal stelde een pauselijke visitatie in 1618 vast dat de kloosterregels niet nageleefd werden. Bovendien kwamen er klachten binnen over het gedrag van de prior bij de benedictinessen van Groot-Bijgaarden. De prior werd gearresteerd (1622) maar kon ontsnappen naar Engeland. De tuchtregels werden in de loop van de 17e eeuw in zekere mate terug ingevoerd. Dit was het werk van Celestijnen die uit Frankrijk overkwamen. Maar ook in Frankrijk vierden de Celestijnen de teugels. De Commission des Réguliers oordeelde, op vraag van koning Lodewijk XIV van Frankrijk, dat alle Celestijnenkloosters oorden van decadentie geworden waren.
Het duurde nog tot 1774 eer de paus de orde der Celestijnen afschafte. Keizer Jozef II van Oostenrijk volgde de paus en schafte het klooster der Celestijnen in Heverlee (Oostenrijkse Nederlanden) af in 1784. Het kloostercomplex werd geplunderd in de Franse tijd. Van de kloosterkerk bleef niets meer over; de stenen werden gebruikt tot in Tervuren, voor het Oranjekasteel.

### Campusbibliotheek
De priorij en de hoeve zijn beschermd erfgoed sinds 1978. In de 20e eeuw kwam het kloostercomplex in handen van de Katholieke Universiteit Leuven. Zij herstelden het kloosterpand en richtten er de campusbibliotheek Arenberg in, genoemd naar het nabij gelegen kasteel van Arenberg.

## Afbeeldingen

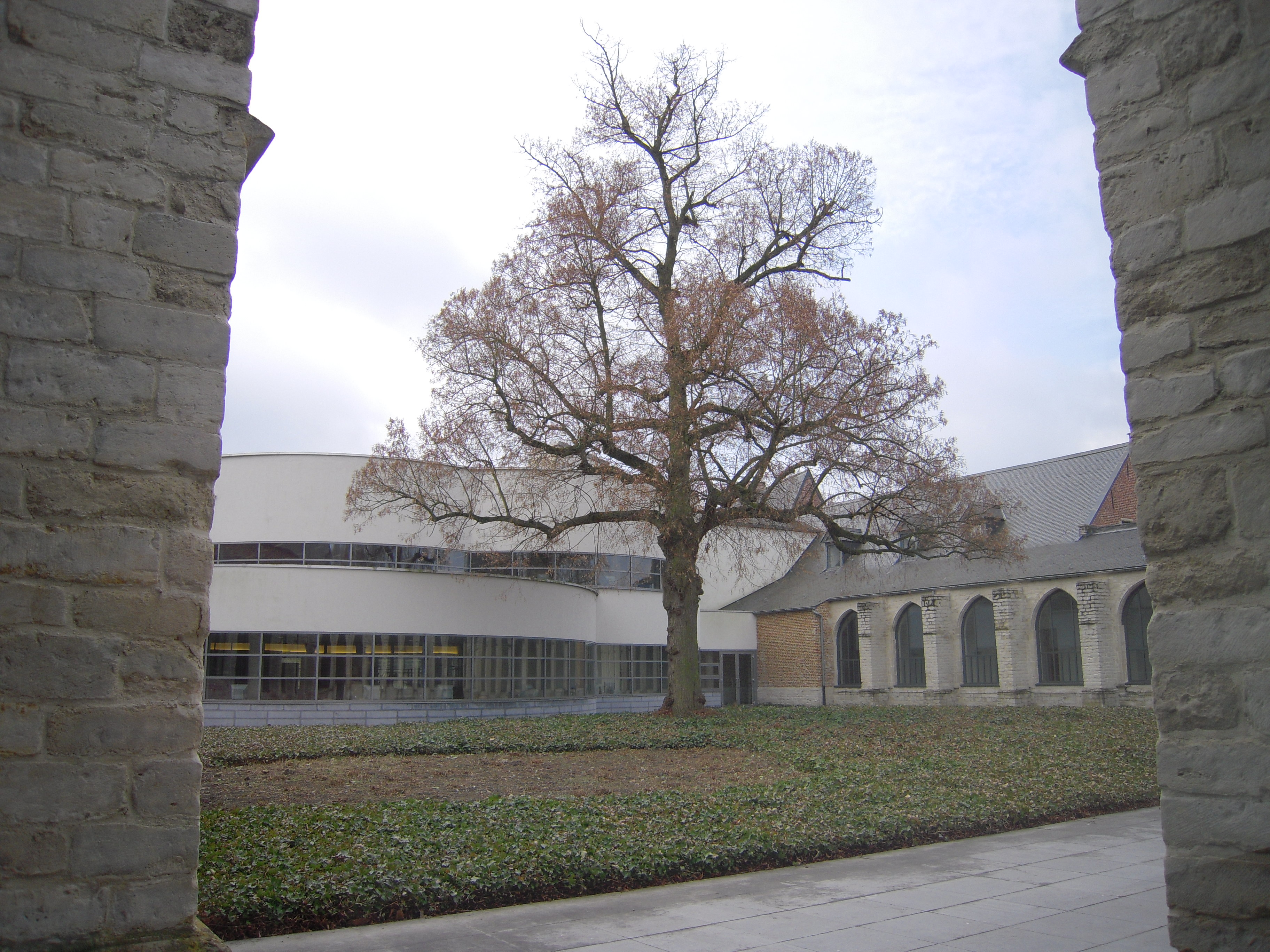
Arenbergbibliotheek op de site der Celestijnen (KU Leuven)
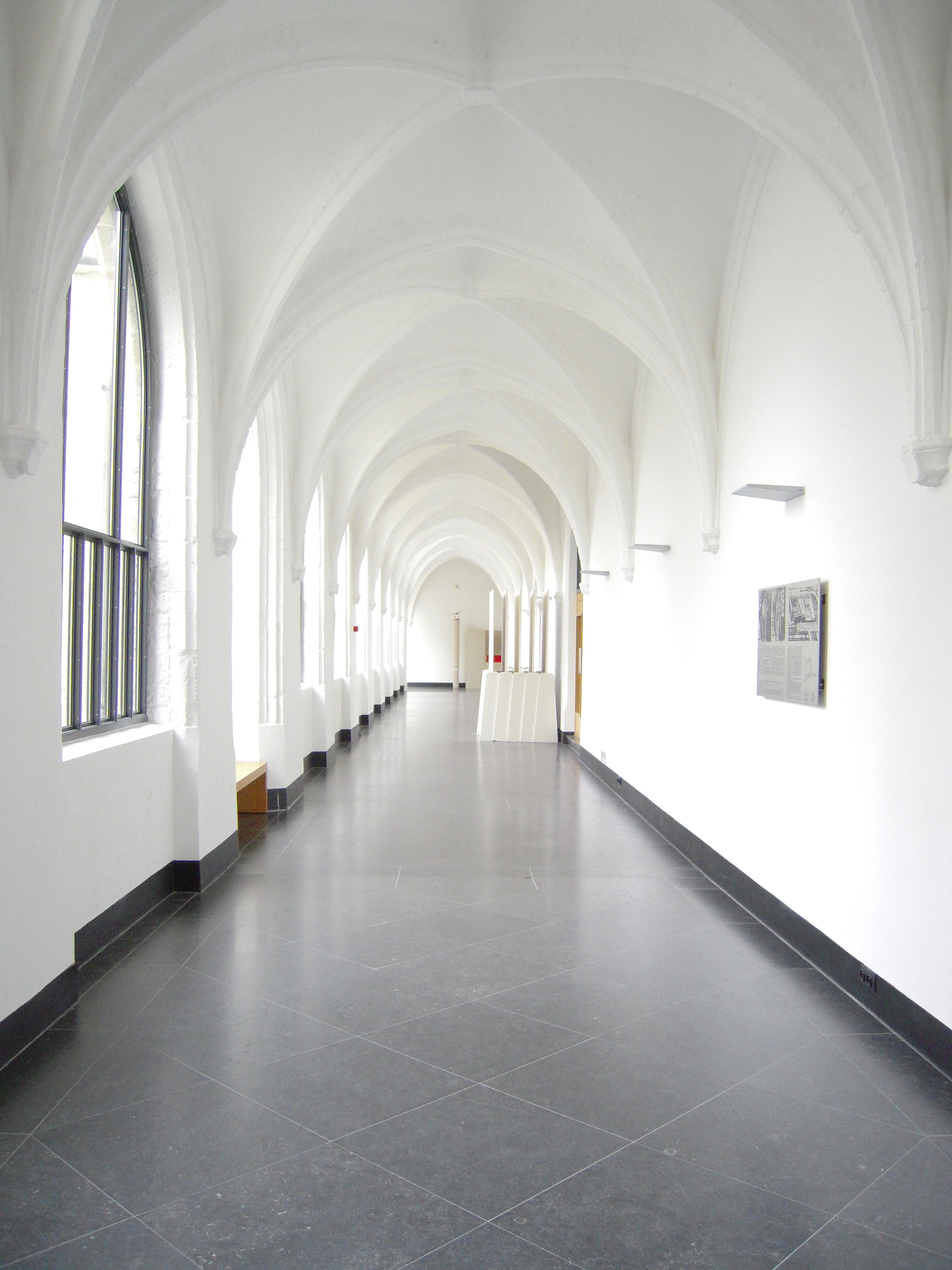
Gerestaureerd kloosterpand